# Chiesa di Santa Maria Mater Domini

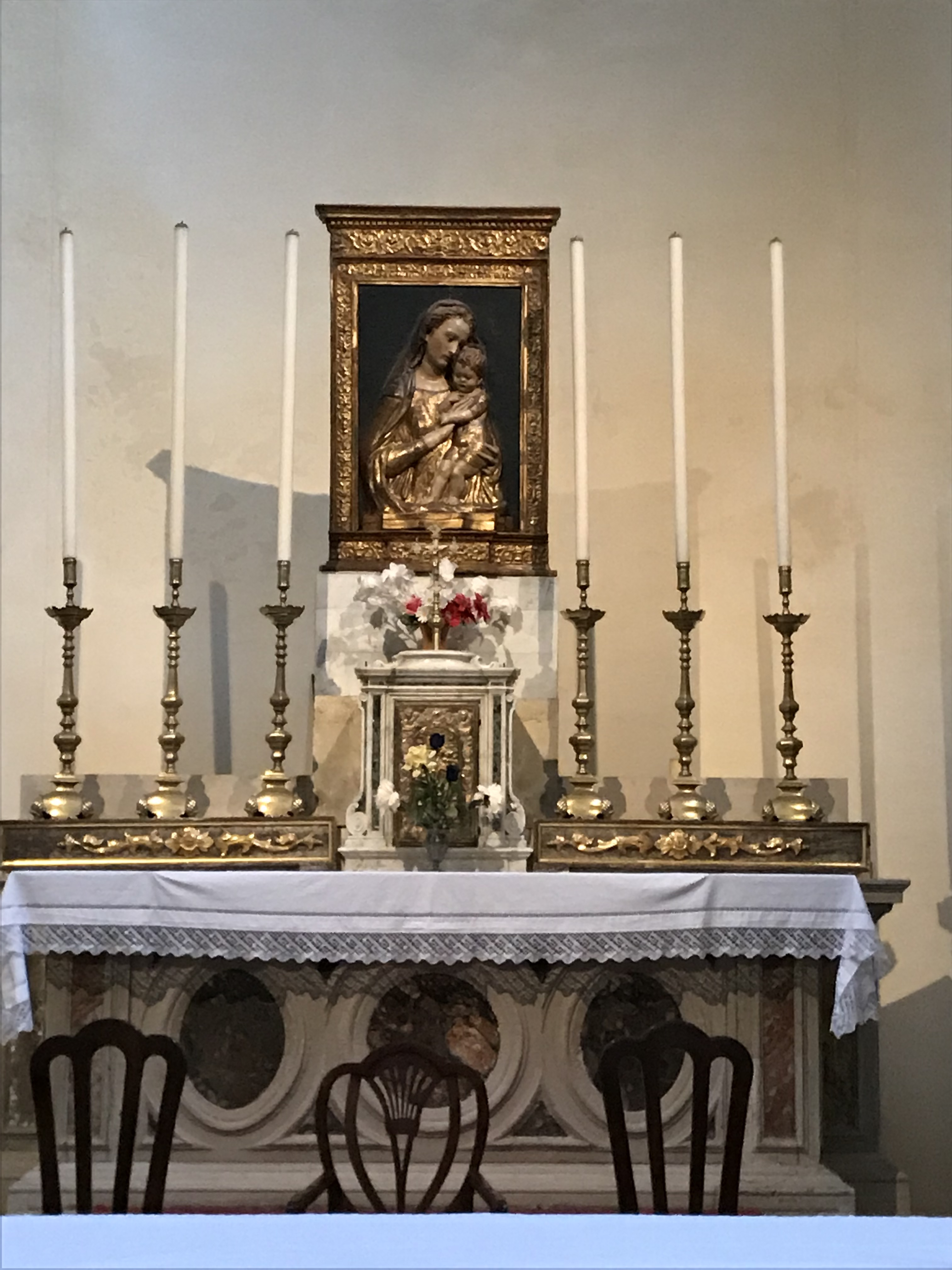
Altare Madonna con Bambino

La chiesa di Santa Maria Mater Domini è un edificio religioso cattolico della città di Venezia, situato nel sestiere di Santa Croce.

## Storia
Secondo le cronache, fu costruita dalle famiglie Zane e Cappello nel 960 e sin dall'inizio assegnata all'attiguo monastero di Santa Cristina. In origine anche la chiesa avrebbe avuto questa intitolazione, tuttavia nessun documento suffraga la tradizione; la dedicazione alla Madre di Dio, invece, è attestata sin dal 1128.
Come testimoniato da una lettera apostolica di papa Clemente III, già nel 1188 risultava officiata da sacerdoti in quanto chiesa parrocchiale affiliata alla cattedrale di San Pietro di Castello. Fu anche collegiata, con un capitolo di canonici formato da un prete titolato, da un diacono e da un suddiacono.
Ricostruita due volte, dopo gli incendi del 1105 e 1149, mantenne le sue forme in stile veneto-bizantino finché nel 1503 fu demolita, perché pericolante, e ricostruita. Secondo la critica recente, ne fu progettista (almeno per la facciata) Mauro Codussi, ma è stata attribuita anche a Jacopo Sansovino, Pietro Lombardo, Giovanni Buora e ad altri ancora. Nel 1524 vennero terminati gli altari e il 25 luglio 1540 fu consacrata dal vescovo di Sebenico Giovanni Lucio Stafileo.
Nel 1807, durante le soppressioni napoleoniche, venne ridotta a succursale della parrocchia di San Stae. Passata, nel 1810, a San Cassiano, nel 1952 è divenuta nuovamente vicariale di San Stae. Nel 1970 è tornata a San Cassiano come chiesa sussidiaria.

## Edificio

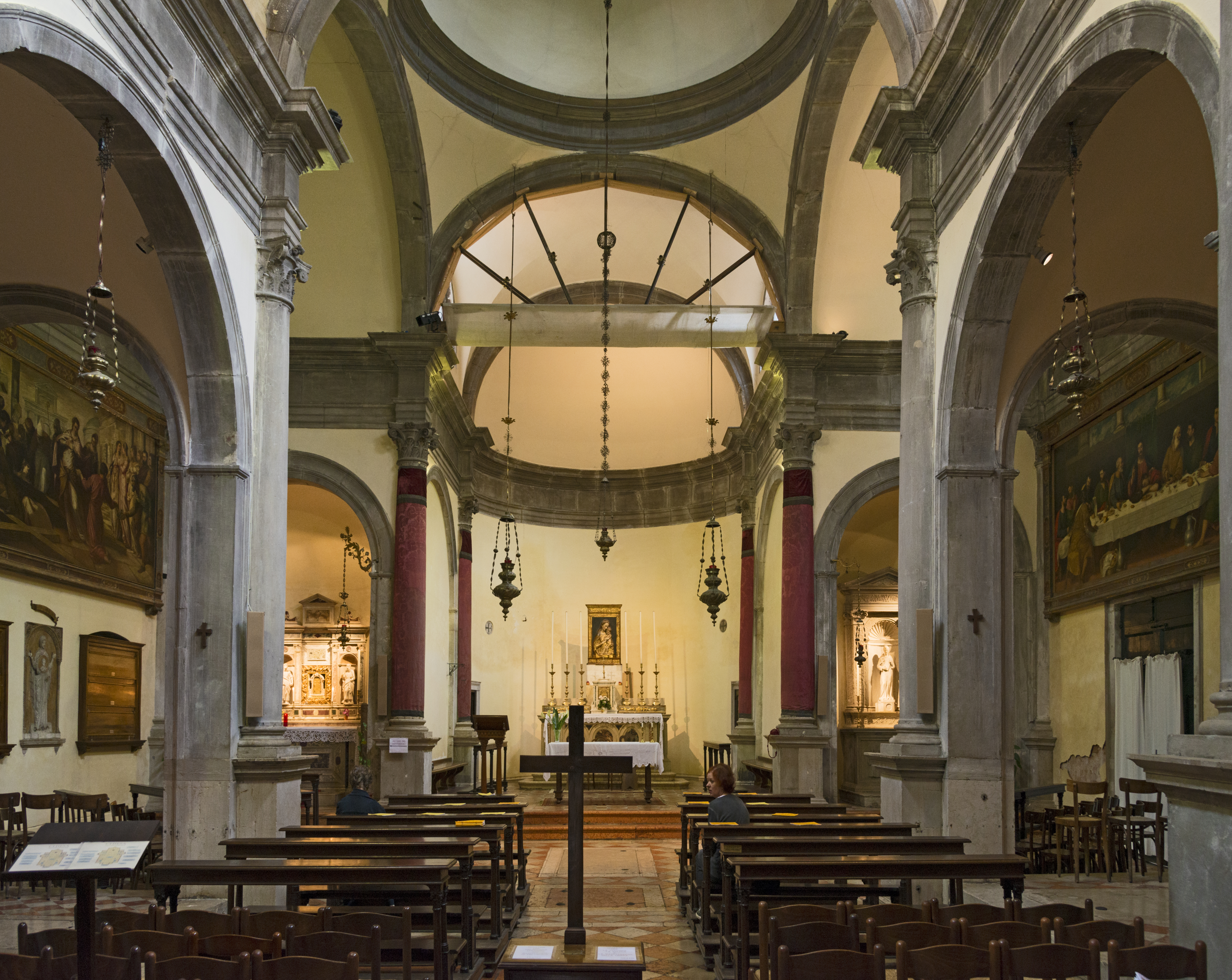
Interno

Santa Maria Mater Domini non si affaccia sul campo omonimo ma sulla calle più a destra rispetto all'asse principale. La facciata in pietra d'Istria sormontata da un timpano su una parete liscia e sorretta da due ali a volute è d'ispirazione toscaneggiante.
La pianta è a croce greca con una cupola all'incrocio tra il transetto e la navata centrale, con un aspetto molto simile alle chiese di San Felice e San Giovanni Crisostomo. Le quattro cappelle laterali sono delimitate pilastri sui quali si impostano delle ampie arcate. All'estremità del presbiterio, molto allungato, si trova l'abside semicircolare ed ai fianchi si aprono altre due cappelline a nicchia.
Sul primo altare a destra, dei Trevisan, dentro una struttura prospettica si trovano le statue dei santi Pietro, Paolo e Andrea, opere di Lorenzo Bregno, tranne l'ultima di Antonio Minello. Sul secondo altare sta la pala del Martirio di Santa Cristina, dipinto di Vincenzo Catena. Nel transetto a destra, sopra la porta laterale, troviamo la Ultima Cena di Bonifacio de' Pitati. Nella cappella a destra della maggiore è un altare con paliotto e statua scolpite da Bregno, sull'altare del presbiterio la Madonna con il Bambino, uno stucco colorato di scuola toscana del XV secolo, mentre nella cappellina di sinistra abbiamo di nuovo un altare del Bregno dall'importante struttura architettonica con le statue dei Santi Marco e Giovanni. Nel transetto sinistro la grande tela di Tintoretto, Invenzione della Croce, sormonta una Madonna orante, bassorilievo marmoreo dorato del XIII secolo. Nelle due cappelle di sinistra abbiamo l'altare della Verigine, su modello sansoviniano, e quindi, sull'altare dei Contarini, la Trasfigurazione di Francesco Bissolo.
Il campanile venne ricostruito nel 1743: il precedente cinquecentesco era crollato tre anni prima.